# Andrea Hahmann
Andrea Hahmann (née Lange le 3 juin 1966 à Ludwigsfelde) est une athlète est-allemande.

## Palmarès
- Championnats d'Europe d'athlétisme en salle de 1990 à Glasgow :
  -  Médaille de bronze sur 3 000 mètres